# 81
81 (LXXXI, na numeração romana) foi um ano comum do século I, do Calendário Juliano, da Era de Cristo, teve início a uma segunda-feira e terminou também a uma segunda-feira, e a sua letra dominical foi G. Segundo o horóscopo chinês, foi o ano da Serpente.
| Ano completo                         |
| ------------------------------------ |
| Ano comum com início à segunda-feira |

## Eventos
- Domiciano torna-se Imperador de Roma.

## Mortes
- 13 de Setembro - Tito Flávio, Imperador de Roma (n. 39).